# 한양대학교 사범대학 부속고등학교
한양대학교 사범대학 부속고등학교(漢陽大學校 師範大學 附屬高等學校)은 대한민국 서울특별시 성동구 사근동에 위치한 자율형 사립 고등학교이다.

## 학교 연혁
- 1960년 1월 : 문교 제181호 6학급 설립 인가 교명 '한양여자고등학교', 초대 백경순 교장 취임
- 1960년 9월 : 1관(본관) 신축 완공
- 1961년 10월 : 2관 신축 낙성
- 1965년 3월 : 3관 준공
- 1968년 9월 : 생활관 신축 완공
- 1973년 1월 : 2관 증축 및 실내체육관 준공
- 1995년 6월 : 체육관을 강당으로 개⋅보수
- 1996년 12월 : 현대식 시청각실 완공
- 1997년 3월 : 교명변경  '한양대학교사범대학부속여자고등학교'
- 1997년 3월 : 신공법 전천후 운동장 스탠드 완공
- 2000년 5월 : 급식동 ‘애지관’ 신축 완공
- 2004년 12월 : 신관 정보센터(전자도서관, 세미나실, 수준별교실 등) 준공
- 2006년 3월 : 남녀 공학교로 전환, 교명변경 '한양대학교사범대학부속고등학교'
- 2009년 7월 : 서울시 자율형사립고등학교 지정
- 2012년 4월 : 체육관 증축
- 2013년 2월 : 제6대 유성종 교장 취임
- 2014년 9월 : 서울시 자율형사립고등학교 재지정
- 2019년 2월 : 제57회 졸업식

## 참고 자료
- 한양대학교 사범대학 부속고등학교 - 한국교육학술정보원 학교알리미